# Premierzy Curaçao
Premierzy Curaçao – szefowie rządu w Curaçao, jednym z czterech krajów tworzących Królestwo Niderlandów.
Urząd premiera został utworzony po rozwiązaniu Antyli Holenderskich 10 października 2010 roku. Premier, razem z rządem i gubernatorem, tworzą władzę wykonawczą w Curaçao.
| # | Imię i Nazwisko            | Portret | Kadencja             | Kadencja         | Partia polityczna | Partia polityczna |
| # | Imię i Nazwisko            | Portret | Od                   | Do               | Partia polityczna | Partia polityczna |
| - | -------------------------- | ------- | -------------------- | ---------------- | ----------------- | ----------------- |
| 1 | Gerrit Schotte (1974–)     |         | 10 października 2010 | 29 września 2012 | MFK               |                   |
| 2 | Stanley Betrian (1951–)    |         | 29 września 2012     | 31 grudnia 2012  | bezpartyjny       |                   |
| 3 | Daniel Hodge (1959–)       |         | 31 grudnia 2012      | 7 czerwca 2013   | bezpartyjny       |                   |
| 4 | Ivar Asjes (1970–)         |         | 7 czerwca 2013       | 31 sierpnia 2015 | PS                |                   |
| 5 | Bernard Whiteman (1954–)   |         | 31 sierpnia 2015     | 23 grudnia 2016  | PS                |                   |
| 6 | Hensley Koeiman (1956–)    |         | 23 grudnia 2016      | 24 marca 2017    | MAN               |                   |
| 7 | Gilmar Pisas (1971–)       |         | 24 marca 2017        | 29 maja 2017     | MFK               |                   |
| 8 | Eugene Rhuggenaath (1970–) |         | 29 maja 2017         | nadal            | PAR               |                   |